# Dimanche sanglant de Colmar
Le dimanche sanglant de Colmar (prononcé Blutiger Sonntag en allemand) est un affrontement entre autonomistes alsaciens et Alsaciens pro-français survenu le 22 août 1926 à Colmar (Haut-Rhin). Les échauffourées opposent des membres du Heimatbund et des communistes contre des Camelots du Roi, des légionnaires du Faisceau et des anciens-combattants de l'Union nationale des combattants.

## Contexte
L'Alsace est annexée par la France à partir de 1648. Les départements majoritairement germanophones de la Moselle, du Haut-Rhin et du Bas-Rhin reviennent à l'Allemagne après la guerre franco-prussienne en 1871 sous le nom de Reichsland Alsace-Lorraine. Après la défaite de l'Allemagne lors de la Première Guerre mondiale, la France annexe à nouveau le Reichsland. En conséquence, des centaines de milliers d'Allemands sont expulsés en quelques semaines tandis que le gouvernement français engage une politique d'assimilation. Cette politique a d'abord été soutenue par une grande partie de la classe politique alsacienne et lorraine.
Les élections législatives françaises de 1924 portent au pouvoir le Cartel des gauches. La déclaration gouvernementale du nouveau Premier ministre Édouard Herriot du 17 juin 1924 est accueilli avec indignation en Alsace. Herriot déclare vouloir appliquer le principe de laïcité, réglementé par la loi séparant l'Église et l'État depuis 1905, également en Alsace et en Lorraine. Le Concordat de 1801 ne s'appliquerait plus et les écoles paroissiales seraient proscrites. Le 19 juin 1924, le député Robert Schuman lit dans l'hémicycle une protestation solennelle de vingt-et-un députés alsaciens et lorrains. Le 15 septembre 1924, les Conseils généraux de Haute et Basse Alsace et de Lorraine adoptent des déclarations identiques. Le peuple suit les appels de l'Église catholique et des partis bourgeois aux manifestations de masse. Au total, plus de cent mille citoyens prennent part aux manifestations de protestation, dont cinquante mille le 20 juillet 1924 à Strasbourg. Une grève scolaire largement suivie le 14 mars 1925, est accompagnée d'un référendum scolaire dans lequel il est demandé si le « maintien intégral du régime scolaire actuel, ainsi que le respect des libertés religieuses et des institutions » était soutenu. Cette revendication est soutenue par 181 612 électeurs en Basse-Alsace, 191 703 en Haute-Alsace et 198 329 en Lorraine.
Herriot ne pouvait faire valoir ses exigences. Le Conseil d'Etat décide le 24 janvier 1925 que le Concordat napoléonien resterait en vigueur. En raison des problèmes économiques, le Gouvernement Édouard Herriot est dissout 10 avril 1925.
Dans les années suivantes, un mouvement autonomiste se développe, notamment en Alsace, et est combattu par le gouvernement central français. Le mouvement autonomiste Heimatbund est fondé à Strasbourg le 24 mai 1926 et publie un manifeste le 5 juin 1926 signé par cent-deux Alsaciens-Lorains de tous âges et de toutes conditions relayé dans Der Elsässer et Die Zukunft,.
Par décret du 11 juin 1926, les fonctionnaires municipaux et de l'État qui ont signé le manifeste sont suspendus ou démis de leurs fonctions.
Le 31 juillet 1926, Louis Barthou soumet un projet de loi permettant de réprimer « toute propagande politique visant à soustraire une partie du territoire à l'autorité du gouvernement national ».

## Les faits
Le 1er août 1926, Eugen Ricklin, président du Heimatbund, se présente à la gare de Colmar pour assister à une réunion autorisée par la préfecture, pour s'entretenir avec Joseph Rossé, secrétaire général de l'influent syndicat régional Union des groupements professionnels des membres de l'enseignement d'Alsace et de Lorraine, des sympathisants locaux du mouvement autonomiste et des membres du Parti communiste contre les sanctions du 11 juin. Le 22 août 1926, les autonomistes aidés de membres du Parti communiste organisent une réunion de protestation contre les sanctions aux Catherinettes,. Le leader communiste Jean-Pierre Mourer y est annoncé comme orateur,. L'événement donne lieu à de violents affrontements entre autonomistes et contre-manifestants devant un service d'ordre policier passif,,. Parmi les contre-manifestants, il y avait notamment des Camelots du Roi, des membres du Faisceau et des anciens-combattants de l'Union nationale des combattants. Eugen Ricklin est blessé au cours des échauffourées,.

## Conséquences
Dans le sillage du dimanche sanglant, le gouvernement Poincaré s'efforce d'éliminer politiquement le mouvement autonomiste alsacien. Le 26 novembre 1927, la maison de Joseph Rossé est perquisitionnée et il est arrêté en décembre. Dans les jours qui suivent, plus de cent autres perquisitions sont conduites et une vingtaine de personnes sont arrêtées. En mai 1928, plusieurs personnalités du mouvement autonomiste alsacien sont jugées dans le cadre du procès du complot autonomiste de Colmar.